# Сан-Бернардіно (тунель)
46°29′49″ пн. ш. 9°10′19″ сх. д. / 46.497° пн. ш. 9.172° сх. д.
Тунель Сан-Бернардіно — автомобільний тунель у кантоні Граубюнден на південному сході Швейцарії. 
Прокладено під перевалом Сан-Бернардіно між містом Сан-Бернардіно та селищем Гінтеррайн і є частиною автомагістралі A13 та європейського маршруту E43. 
Тунель був завершений в 1967 році і має довжину 6596 м. 
З моменту відкриття тунелю Валле-Мезольчина, одна з італомовних південних долин Граубюндена, тепер цілий рік сполучена з рештою кантону. 

Тунель прокладено під перевалом Сан-Бернардіно (2067 м над рівнем моря) на висоті близько 1600 м. 
Північний портал тунелю знаходиться в долині Заднього Рейну в селі Гінтеррайн, муніципалітет Райнвальд, південний портал знаходиться в долині Моеза в муніципалітеті Мезокко. 

Введено в експлуатацію 1 грудня 1967 року. 
Тунель має один отвір, а дорога має дві смуги.

Щороку через тунель проїжджає близько 2,6 мільйона автомобілів. 